# Johann Samuel König
Johann Samuel König   (Büdingen, 31 de juliol de 1712 - Zuilenstein, 21 d'agost de 1757) fou un advocat i matemàtic del segle xviii, conegut per la seva polémica amb Maupertuis sobre el principi de mínima acció.

## Vida
König era fill d'un pastor protestant de Berna que havia estat expulsat de la ciutat per les seves idees religioses i polítiques. Tot i haver nascut a l'actual Alemanya, König va fer els seus estudis a Berna fins al 1730 en què va ingressar a la Universitat de Basilea per estudiar sota Johann i Daniel Bernoulli, on va coincidir i conèixer Maupertuis. A instàncies de Jakob Hermann va estudiar Leibniz i el seu interès per la seva obra el va portar, el 1735, a la universitat de Marburg per estudiar amb el deixeble de Leibniz Christian Wolff.
El 1737 retorna a Berna, però després d'una breu estança en la que es dedica a practicar el dret, se'n va a París on establirà relacions amb Voltaire, la marquesa de Châtelet i Réaumur.
En data incerta (entorn de 1738) va tornar a Berna, però el 1744 va ser condemnat a deu anys d'exili forçat de la ciutat per haver signat una petició que va ser considerada excessivament lliberal. L'any següent va obtenir la càtedra de matemàtiques i filosofia de la universitat de Franeker, als Països Baixos, on va tenir un èxit notable. Aquest èxit el va portar el 1749 a ser nomenat membre de l'Acadèmia de Berlín a proposta de Maupertuis i conseller privat i bibliotecari del rei Guillem IV d'Orange.
Arrel d'un article polèmic, va dimitir del seu lloc a l'Acadèmia de Berlín el 1752 i des d'aquest moment es va centrar exclusivament en la seva càtedra de la universitat.

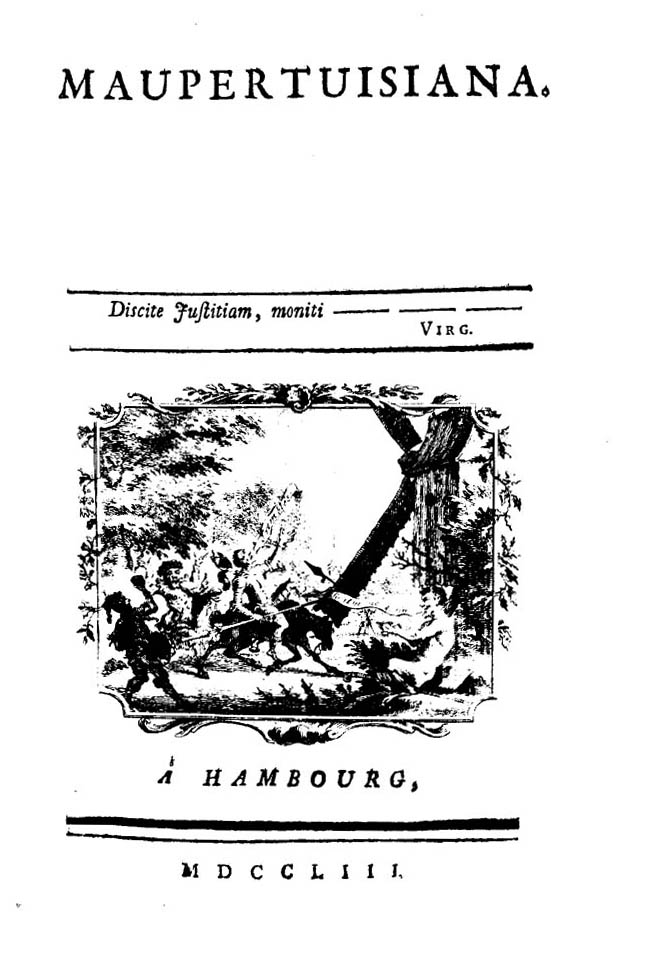
Maupertuisiana (1753) feta publicar anònimament per Voltaire o König. A la portada es veu Don Quixot (Maupertuis) atacant els molins de vent amb la llança trencada i exclamant Tremoleu!, a sota seu està Sancho Panza (Euler) cavalcant una somera, mentre a la dreta un sàtir exclama: Així s'arriba a les estrelles!

## Obra
König és recordat, sobretot, per un article, publicat a Acta Eruditorum el 1751 amb el títol de De universali principio aequilibrii et motus, in vi viva reperto, deque nexu inter vim vivam et actionem, utriusque minimo dissertatio, en el que criticava el principi de mínima acció del seu amic i col·lega Maupertuis. Aquest article va encetar una gran polèmica, en la que va arribar a participar el propi Voltaire de forma satírica i maliciosa, defensant el punt de vista de König, mentre que Euler va ser el més important defensor de Maupertuis.
Quan Maupertuis va llegir l'article es va sentir molt molest, no solament perquè es qüestionés el principi, sinó perquè en l'article es deia que el propi Leibniz ja havia establert anys abans el principi de vis viva en la forma {\displaystyle M\times v^{2}}, en una carta que va dirigir a Jakob Hermann. El cas és que l'original d'aquesta carta no va aparèixer mai i König va ser acusat de falsificació. Per això va haver d'abandonar el seu lloc a l'Acadèmia de Ciències de Berlín. Tot i que el triomfador aparent de la polèmica va ser Maupertuis, König va sortir de la disputa com el vencedor moral, sobretot perquè va dirigir el debat principalment en l'àmbit de les accions de l'Acadèmia de Ciències de Berlín com a institució, i va aconseguir que el públic il·lustrat ho veiés com un abús per part de l'Acadèmia que estava aleshores dirigida per Maupertuis.
A part d'aquest article, König ja n'havia publicat uns quants més:
- 1735, Epistola ad geometras (Acta Eruditorum)
- 1735, De nova quadam facili delineatu trajectoria, et de methodis, hue spectantibus, dissertatiuncula (Acta Eruditorum)
- 1738, De centro inertiae atque gravitatis meditatiuncula prima (Acta Eruditorum)
- 1738, Demonstratio brevis theorematis Cartesiani (Acta Eruditorum)
- 1740, Lettre de Paris a Berne le 29 novembre 1739 sur la constrction des alveoles des abeilles (Journal helvetique)

Després de la polèmica, i a part d'altres obres a ella referides, va publicar dos llibres més:
- 1749, De optimis Wolfianae et Newtonianae philosophiae methodis earumque consensu
- 1758, Élémens de géométrie contenant les six premiers livres d'Euclide mis dans un nouvel ordre et á la portée de la jeunesse

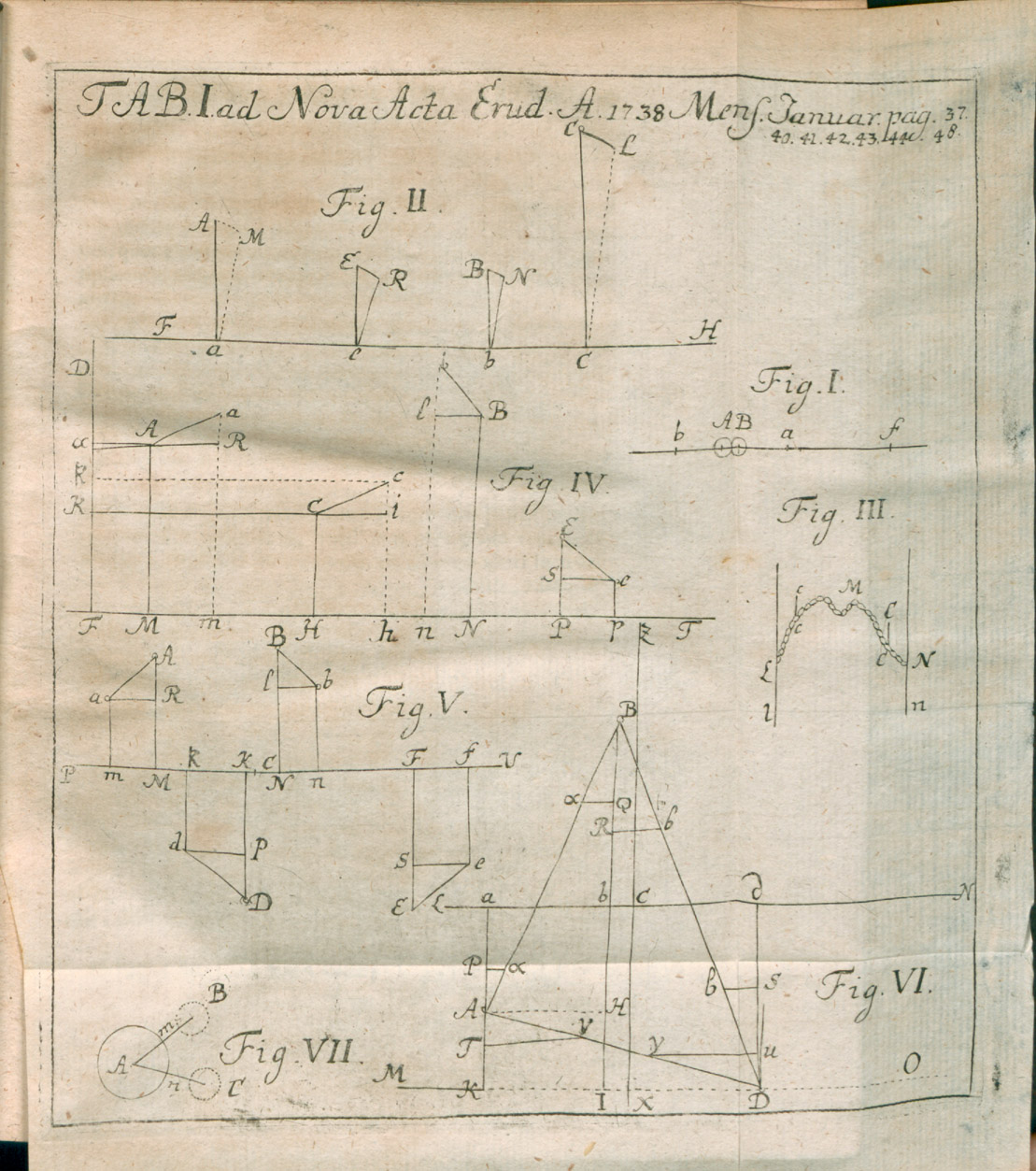
De centro inertiae..., Acta Eruditorum, 1738
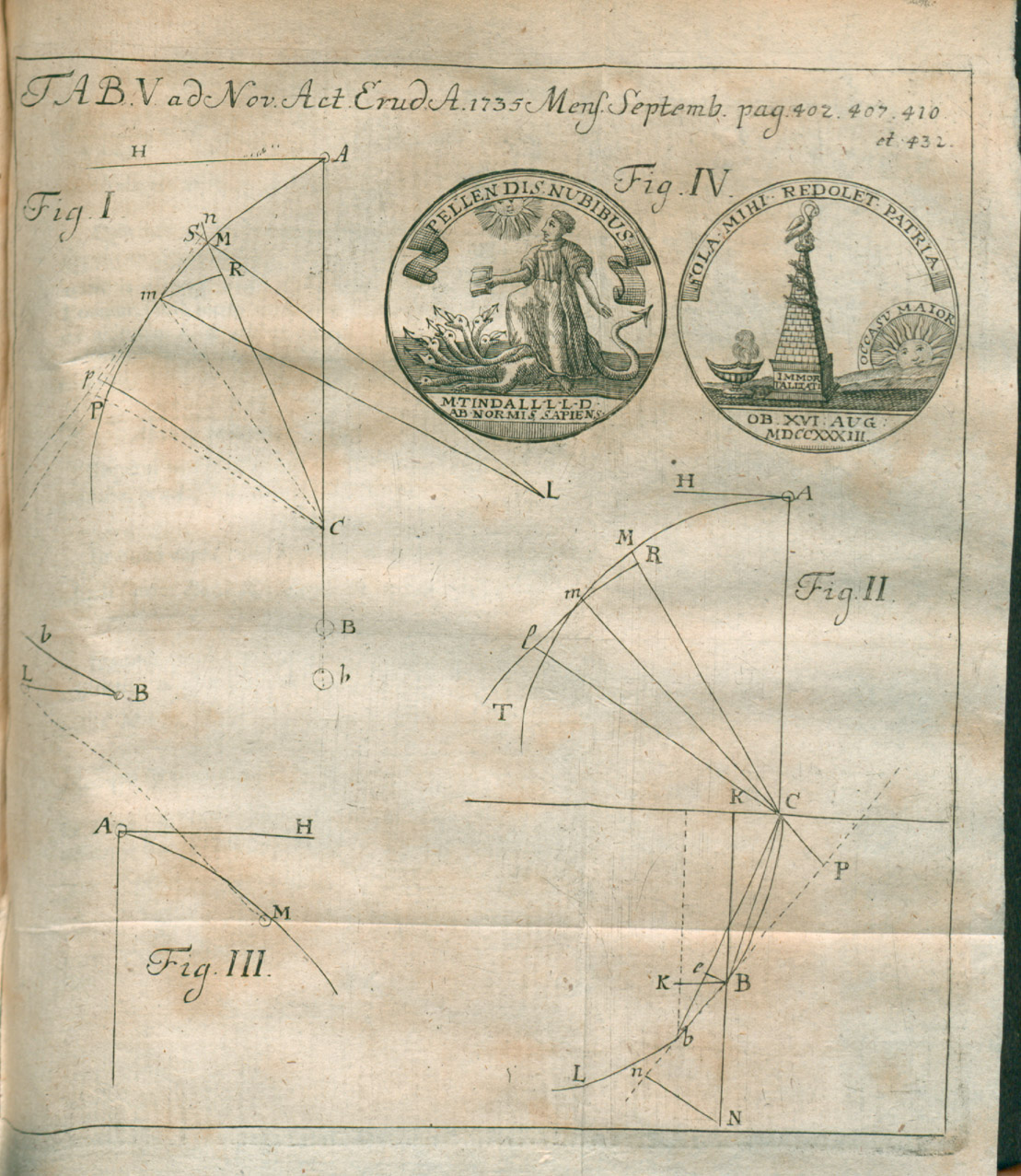
De nova quadam facili delineatu trajectoria..., Acta Eruditorum, 1735